# Benno Hafeneger
Benno Hafeneger (* 1948) ist ein deutscher Erziehungswissenschaftler. Er ist Professor an der Universität Marburg.

## Leben
Hafeneger studierte Erziehungswissenschaft und Psychologie an der Universität Frankfurt am Main. Danach war er Jugendbildungsreferent beim Hessischen Jugendring, wurde zum Dr. phil. promoviert und war  Professor an der FH Fulda. Ab 1994 war er Professor für Erziehungswissenschaften / außerschulische Jugendbildung an der Universität Marburg.
Er ist Mitglied der Deutschen Gesellschaft für Erziehungswissenschaft und der Gesellschaft für Politikdidaktik, Jugend- und Erwachsenenbildung sowie im Beirat von 100 Jahre Jugendherbergswerk. Er gehört zudem der Redaktion von kursiv. Journal für politische Bildung an. Seine Forschungsschwerpunkte sind Jugendbildung, Jugendkulturen und Rechtsextremismus.
Hafeneger ist Autor und Herausgeber zahlreicher Schriften u. a. für die Friedrich-Ebert-Stiftung. Im Auftrag der Landesärztekammer Hessen untersucht er gerade, welche Rolle die hessischen Ärzte in der Zeit des Nationalsozialismus spielten.
Hafeneger positioniert sich auch in den Tagesmedien, so in der linksextremistischen Tageszeitung junge Welt.

## Schriften (Auswahl)
- Jugendarbeit als Beruf. Geschichte einer Profession in Deutschland. Westdeutscher Verlag, Opladen 1992, ISBN 3-531-12317-3.
- mit Michael Fritz: Sie starben für Führer, Volk und Vaterland. Die Hitlerjugend (= Wissen & Praxis. 41). Brandes & Apsel Verlag, Frankfurt am Main 1993, ISBN 3-86099-241-4.
- Politik der „extremen Rechten“. Eine empirische Untersuchung am Beispiel der hessischen Kommunalparlamente (= Studien zu Politik und Wissenschaft). Wochenschau Verlag, Schwalbach 1994, ISBN 3-87920-499-3.
- Jugend-Gewalt. Zwischen Erziehung, Kontrolle und Repression. Ein historischer Abriss. Westdeutscher Verlag, Opladen 1994, ISBN 3-531-12663-6.
- Sozialstruktur der extremen Rechten. Mandatsträger der „Republikaner“ und der NPD am Beispiel der hessischen Kommunalparlamente (= Studien zu Politik und Wissenschaft). Wochenschau Verlag, Schwalbach 1997, ISBN 3-87920-492-6.
- mit Mechtild M. Jansen: Rechte Cliquen. Alltag einer neuen Jugendkultur (= Juventa-Paperback).  Juventa Verlag, Weinheim u. a. 2001, ISBN 3-7799-0260-5.
- mit Reiner Becker: Rechte Jugendcliquen. Zwischen Unauffälligkeit und Provokation. Eine empirische Studie (= Wochenschau Wissenschaft). Wochenschau-Verlag, Schwalbach 2007, ISBN 978-3-89974-387-6.
- mit Reiner Becker, Alexander Brandt, Philipp Cordts, Anja Krieger, Grete Schläger, Thomas Schwartz: „Mit anderen Augen sehen“. Jugendfeuerwehr fit für Demokratie. Ein Evaluationsbericht. Wochenschau-Verlag, Schwalbach 2011, ISBN 978-3-89974-725-6.
- (Hrsg.): Handbuch außerschulische Jugendbildung. Grundlagen, Handlungsfelder, Akteure (= Reihe Politik und Bildung. Band 60). Wochenschau Verlag, Schwalbach 2011, ISBN 978-3-89974-655-6. (2. Auflage 2013)
- Beschimpfen, bloßstellen, erniedrigen. Beschämung in der Pädagogik. Brandes & Apsel, Frankfurt am Main 2013, ISBN 978-3-95558-005-6.
- Die Identitären – Vorübergehendes Phänomen oder neue Bewegung? PDF (8 Seiten). Friedrich Ebert Stiftung: Expertisen für Demokratie, Ausgabe 1/2014.
- mit Hannah Jestädt, Moritz Schwerthel, Nils Schuhmacher, Gillian Zimmermann: Die AfD und die Jugend. Wie die Rechtsaußenpartei die Jugend- und Bildungspolitik verändern will. Wochenschau Verlag, Frankfurt am Main 2020, ISBN 978-3-7344-1164-9.
- mit Hannah Jestädt: Die AfD im Hessischen Landtag. Ein neuer Politikstil und seine Auswirkungen. Wochenschau Verlag, Frankfurt am Main 2020, ISBN 978-3-7344-0989-9.
- Vom Generalrichter im „Dritten Reich“ zum Ersten Beigeordneten in Glashütten/Ts. Der Werdegang von Dr. jur. Manfred Roeder. Wochenschau Verlag, Frankfurt am Main 2023, ISBN 978-3-7344-1611-8.